# Salim Bachi
Salim Bachi, född 1971 i Alger, är en algerisk författare som skriver på franska. Bachi växte upp i Annaba och är bosatt i Paris.

## Svenska översättningar
- Tuez-les tous (2006)
  - Döda dem alla (översättning Christer Olsson, 2011)
- Le chien d'Ulysse (2001)
  - Odysseus hund (översättning Christer Olsson, 2012)
- Le silence de Mahomet (2008)
  - Muhammeds tystnad (översättning Christer Olsson, 2016; förord Jan Hjärpe)